# Peter Schulz (Fußballspieler)
Peter Schulz (* 30. Dezember 1960) ist ein ehemaliger deutscher Fußballspieler und -trainer.

## Sportlicher Werdegang
Peter Schulz begann das Fußballspielen bei der TSG Esslingen und wechselte anschließend in die Jugend der Stuttgarter Kickers. Dort wurde er Deutscher A-Jugendmeister der Saison 1978/79. Seine Mitspieler waren unter anderem Joachim Müller, Andreas Hägele, Zvonko Kurbos, Wolfgang Dienelt und der spätere Weltmeister Guido Buchwald.
In den darauffolgenden Jahren spielte er, zusammen mit einigen anderen Spielern der A-Jugendmeistermannschaft, in der Amateurmannschaft der Stuttgarter Kickers. Am 15. September 1979 gab er beim Auswärtsspiel der Kickers gegen den Freiburger FC sein Debüt in der Profimannschaft. Jedoch konnte er sich keinen Stammplatz erspielen und war vorwiegend bei den Amateuren im Einsatz. Nach seiner Zeit bei den Kickers war Peter Schulz in der obersten Amateurklasse in Stuttgart aktiv. 1986 übernahm er bei seinem Heimatverein der TSG Esslingen das Amt als Spielertrainer. Anschließend zog es ihn in die Schweiz, wo er in gleicher Funktion für FC Sarnen tätig war und den FC Hergiswil spielte.